# Santa Engràcia de les Oluges
Santa Engràcia de les Oluges és una església de les Oluges inclosa a l'Inventari del Patrimoni Arquitectònic de Catalunya.

## Descripció
Aquesta capella està situada a l'entrada del centre urbà. Possiblement fou construïda en època medieval tot i que ha sofert diverses modificacions. Conserva la coberta a dues aigües, amb els murs construïts amb paredat arrebossat i pintat a la part de la façana. La porta està formada per un arc de mig punt rebaixat, amb una gran mènsula classicista a la part central. Per sobre de la porta d'accés es pot observar un petit òcul per il·luminar l'interior i un rètol amb la següent inscripció: "Ermita de Santa Engràcia. 1956". Finalment, a la part superior de la façana s'aixeca un petit campanar d'espadanya d'un sol ull coronant l'edifici.

## Història
L'actual capella de Santa Engràcia és l'antiga capella de la Mare de Déu de la Gràcia, trobada sota un pi, on habità l'ermità Joan Castellet entre d'altres. El 1419 està documentat que obtenen un permís papal de Martí V per engrandir la capella. Més tard serà cedida als frares agustins de Cervera.